# Georg Koppitsch
Georg Koppitsch (auch Kopitsch, * 1825 in Neusiedl am See, Burgenland, damals Ungarn; † 28. April 1880 in Kaisersteinbruch) war ein österreich-ungarischer Steinmetzmeister in Kaisersteinbruch.

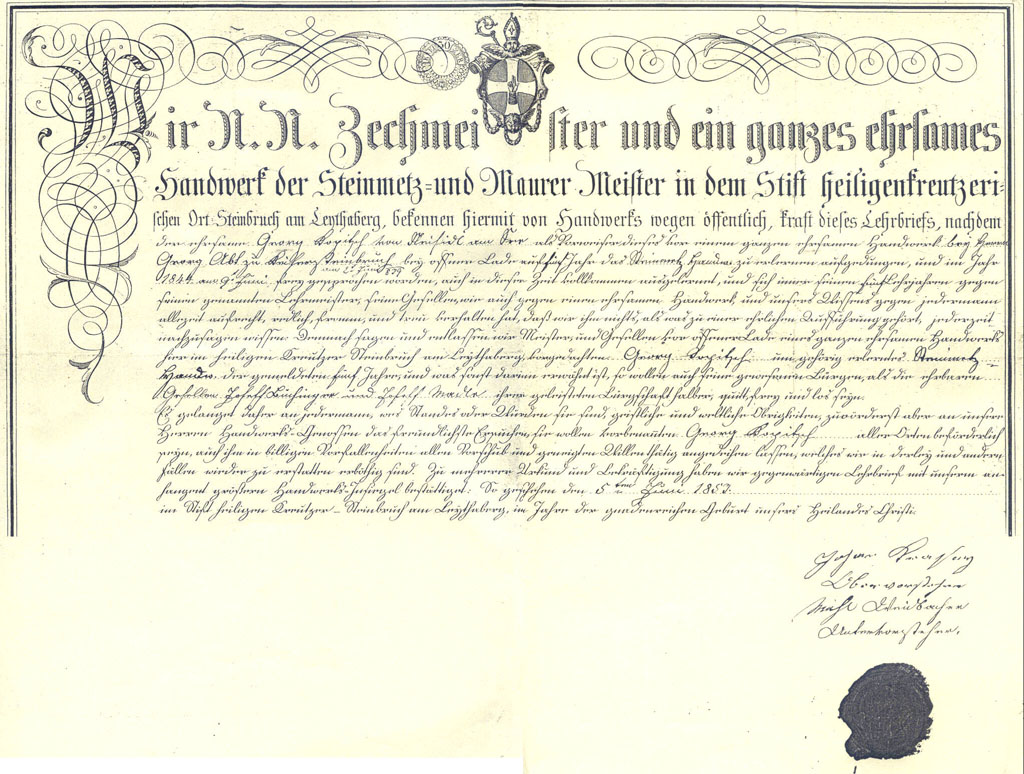
Lehrbrief Georg Koppitsch

## Leben
Der Name Kop(p)itsch ist in Neusiedl am See 1595 durch Caspar, 1787 durch Michael im Amt des Marktrichters dokumentiert. In diese Familie wurde Georg geboren.
Die großangelegte Dreifaltigkeitssäule in Neusiedl am See, ein Werk des Kaisersteinbrucher Steinmetzmeisters Elias Hügel, hat ihn (möglicherweise) zu seiner Berufsentscheidung geführt.

### Lehrbrief für Georg Koppitsch 1844
Das Original einer 1853 ausgestellten Bestätigung des Lehrbriefes von Georg Koppitsch, unterschrieben von den Zechmeistern mit dem großen Siegel des ehrsamen Handwerks der Steinmetzen und Maurer in Heiligenkreuzer/Kaiser-Steinbruch, ist im Steinmetzmuseum Kaisersteinbruch ausgestellt. Sein Lehrbrief ging möglicherweise bei den Wirrnissen der Ungarischen Revolution 1848 verloren, so wurde diese Bestätigung notwendig.
Wir N.N. Zechmeister und ein ganzes ehrsames Handwerk der Steinmetz- und Maurermeister im Stift heiligenkreuzerischen Ort = Steinbruch am Leythaberg bekennen kraft dieses Lehrbriefs, nachdem der ehrsame Georg Koppitsch von Neusiedl am See bey Herrn Georg Abt zu Kaisersteinbruch am 2. Juni 1839 bei offener Lade auf 5 Jahr das Steinmetz-Handwerk zu erlernen aufgedungen und am 9. Juni 1844 freigesprochen worden, auch in dieser Zeit vollkommen ausgelernet ... so sollen auch seine gewesenen Bürgen, die ehrbaren Gesellen Joseph Buchinger und Joseph Madle, ihrer geleisteten Bürgschaft halber, quitt, frei und los sein ... gegenwärtigen Lehrbrief am 5. Juni 1853 mit unserem anhängend größern Handwerks-Insiegel bestätigt.
Johann Krasny, Obervorsteher
Michael Weidbacher, Untervorsteher

### Cholera
Die Zeit von 1837 bis 1874 kann als „Choleraepoche“ in Kaisersteinbruch bezeichnet werden, besonders die Jahre 1849 und 1873. 1844, 1845 und 1847 starben die letzten drei Meister der Familie Gehmacher. Dazu erfolgte eine Kundmachung im Neusiedler Bezirk. ist die Cholera in mehreren Orten des Ödenburger und Raaber Comitats aufgetreten und es steht zu befürchten, dass das um sich greifen dieser schnell tötenden Krankheit sich allmählich ausdehnen dürfte, wenn nicht geeignete Vorsichtsmittel angewendet werden..

## Ungarische Landsleute nach Wien
Nach dem Aufstand Ungarns gegen die Habsburger 1848, und dessen Niederschlagung 1849, erfolgte eine Kundmachung: .. seit einiger Zeit eine beträchtliche Anzahl ungarischer Landsleute in der Absicht nach Wien zu kommen, um dort vor Seiner Majestät (Kaiser Franz Joseph I.) wegen ihrer Bedrückungen Klage zu führen. Da diese Personen größtenteils ohne Ausweis sind, und die nötigen Erhaltungsmittel entbehren, so werden sie schon an der Linie angehalten (Grenzort Kaisersteinbruch) und somit in ihre Heimat abgeschoben.
Wovon die Gemeinde-Vorsteher verständiget werden, dass ihren billigen Forderungen jedenfalls im vorschriftsmäßigen Weg Rechnung tragen werden.
Bezirks-Commissar Böhm.

### Heirat mit der Meisterswitwe Carolina Gehmacher
Michael Gehmacher, Steinmetzmeister und Steinbruchpächter in Kaisersteinbruch, ein Enkel des 1746 von Salzburg zugewanderten Meisters Johann Gehmacher, starb am 13. Dezember 1847. Carolina Gehmacherin, die Witwe, 48 Jahre alt, verheiratete sich am 22. Mai 1853 dem 28-jährigen Georg Koppitsch. Im Heiratsbuch ist er dabei als Steinmetzmeister angegeben. Die Zeugen waren Joseph Steurer, Fürst Liechtensteinscher Kammerdiener und Caspar Niergl, Steinmetzmeister. Durch diese Heirat übernahm Koppitsch die Steinmetzhütte des Michael Gehmacher und den Steinbruch.

## Jahresberichte der Handels- und Gewerbekammer Ödenburg
Neben St. Margarethen war der zweite bedeutende Steinbruch jener von Kaisersteinbruch. Der Absatz an Werk- und Mauersteinen war recht gut, das zeigen die Absatzmengen.
Anmerkung: 1 fl Conventionsmünze = 2,5 fl Wiener Währung
1853 wurden 54.000 Kubikschuh (1.706 m3) erzeugt, die hauptsächlich in Wien um 1 fl C.M. per Kubikschuh verkauft wurden. Täglich arbeiteten 60 Männer im Steinbruch.
In den Jahren 1857 bis 1859 konnte die Erzeugung auf 118.200 Kubikschuh Werksteine und 708 Kubikschuh Kalksteine im Gesamtwert von 70.700 fl gesteigert werden. Damit übertraf der Produktionswert in Kaisersteinbruch jenen von St. Margarethen. Beschäftigt waren 79 bis 103 Arbeiter. Der Taglohn lag zwischen 90 kr und 1 fl 10 kr. Die Werksteine wurden zum Teil schon im Steinbruch ausgearbeitet und dann nach Wien, aber auch nach Preßburg, Raab und Ödenburg gebracht.
1860 waren 100 Arbeiter beschäftigt. Sie erzeugten jährlich zwischen 140.000 und 145.000 Kubikschuh (4.424 bis 4.482 m3). In diesen Jahren wurde das Kaisersteinbrucher Steinmetzhandwerk durch die Meister Johann Amelin, Johann Krasny, Franz Abt, Michael Weidbacher, Michael Tiefenbrunner, Franz Pansipp, Caspar Niergl, Franz Nunkowitsch, Franz Winkler, Stephan Heischmann, Peregrin Teuschl, Georg Koppitsch und Ferdinand Krukenfellner repräsentiert.

### Tod
Koppitsch starb 1880 mit 55 Jahren an „Auszehrung“, Carolina 1891 mit 86 Jahren an „Entkräftung senilis“.